# Weltglückstag
Der Weltglückstag wird am 20. März jeden Jahres gefeiert. Er wurde von der Generalversammlung der Vereinten Nationen am 28. Juni 2012 beschlossen und wird seit 2013 begangen. Die Vereinten Nationen verbinden mit dem Weltglückstag weltweite Politikziele.
Synonyme sind International Day of Happiness, Tag des Glücks und Internationaler Tag des Glücks.

## Geschichte
Die VN möchten Anerkennung gegenüber Staaten zum Ausdruck bringen, die Wohlstand auf eine Art und Weise messen, die über den materiellen Wohlstand hinausgeht.
Im Juli 2011 verabschiedete die UNO-Generalversammlung auf Drängen Bhutans die Resolution 65/309 mit dem Titel „Glück: Auf dem Weg zu einem ganzheitlichen Konzept für Entwicklung“.
Auf Einladung Bhutans fand am 2. April 2012 ein Treffen hochrangiger Vertreter aus 68 Nationen statt mit dem Titel „Glück und Wohlbefinden: Definition eines neuen ökonomischen Paradigmas“.

„Wir brauchen ein neues Paradigma für die Wirtschaft, welches die Gleichwertigkeit der drei Nachhaltigkeitssäulen beachtet. Wohlergehen in puncto Sozialem, Wirtschaft und Umwelt sind nicht voneinander zu trennen. Zusammen definieren sie das globale Brutto-Glück.“

Am 28. Juni 2012 bezog sich Ban Ki-moon bei der Vorstellung seines Entschließungs-Antrags für den Weltglückstag auf dieses hochrangige Treffen. Am gleichen Tag wurde der Weltglückstag als UN-Resolution 66/281 verabschiedet.
Das deutsche Außenministerium beschrieb den Weltglückstag als „von Bhutan initiiert“. Weitere Quellen sprechen ebenfalls davon, dass die Initiative zum Weltglückstag von Bhutan ausgegangen sei beziehungsweise, dass der Weltglückstag auf Vorschlag Bhutans ausgerufen wurde.

## Glück als wichtiges Thema der Vereinten Nationen
Der Internationale Tag des Glücks soll insbesondere für aktionsbasierte Programme genutzt werden, die zu einem höheren Grad an Verbundenheit und Bildung führen. 
Das Streben nach Glück sei kein banales Thema, sondern ein ernst zu nehmendes Hauptthema in der Arbeit der Vereinten Nationen und soll daran erinnern, welche Bedeutung Glück und Wohlergehen als Ziel im Leben der Menschen haben.

## Förderer in Deutschland
- Eckart von Hirschhausen freute sich über die Entscheidung der UN, einen Weltglückstag auszurufen, und schrieb im Focus über Sinn und Unsinn eines solchen Gedenktages.[18][19][20][21]
- Die Global Happiness Organization Deutschland warb für die Glücks-Forschung und den Welt-Glückstag u. a. mit der Verleihung des Happiness Promoter 2015 an Eckart von Hirschhausen.[22]
- Einige Psychologen nutzten den Weltglückstag als Anlass für thematisch angelehnte Artikel, um z. B. aufzulisten, wie man nicht glücklich wird.[23]

## Presse- und Medienveröffentlichungen
- Der Deutschlandfunk berichtete im Jahr 2014 über Pharrell Williams[24] und MTV über dessen Zusammenarbeit mit der UN.[25]
- Der Focus stellte 10 Dinge vor, die am Weltglückstag 2015 glücklich machen.[26]
- Die Konstanzer Tageszeitung Südkurier beteiligte sich an der UN-Aktion und berichtete über Musik zum Weltglückstag 2015.[27]
- Radio Hamburg beteiligte sich an der Aktion im Jahr 2015 rund um den Song Happy.[28]

## Aktionen
2014
- In den USA wurde Pharrell Williams mit seinem Song Happy von den United Nations als Promotor des Weltglückstags engagiert.[29][30]
- Aufruf vom Ministerium für Glück und Wohlbefinden zur Aktion „Mach mal Pause“[31]
- Mach mal Pause in Ladenburg bei Heidelberg[32]
- Mach mal Pause in Helmstedt (2 Schulklassen und die Caritas-Jugendwerkstatt)[33]

2015
- Aufruf vom Ministerium für Glück 2015: „Bank der Begegnung, Nimm Platz und lerne deine Umgebung kennen“[34]
- Bank der Begegnung in Freiburg[35]
- Glückssteine in Freiburg[36]

2016
- Ban Ki-moon stellte den Weltglückstag unter das Motto „Aktionen gegen den Klimawandel und für einen glücklichen Planeten“: „This year’s International Day of Happiness is focused on Climate Action for a Happy Planet.“[37]
- In Freiburg im Breisgau fand eine Aktion statt, bei der Glücks-Steine für den Glückstag 2016 bemalt wurden.[38][39]
- Das Ministerium für Glück und Wohlbefinden bereitete eine Buchveröffentlichung vor.[40]